# Fontanka
Pour les articles homonymes, voir Fontanka (homonymie).

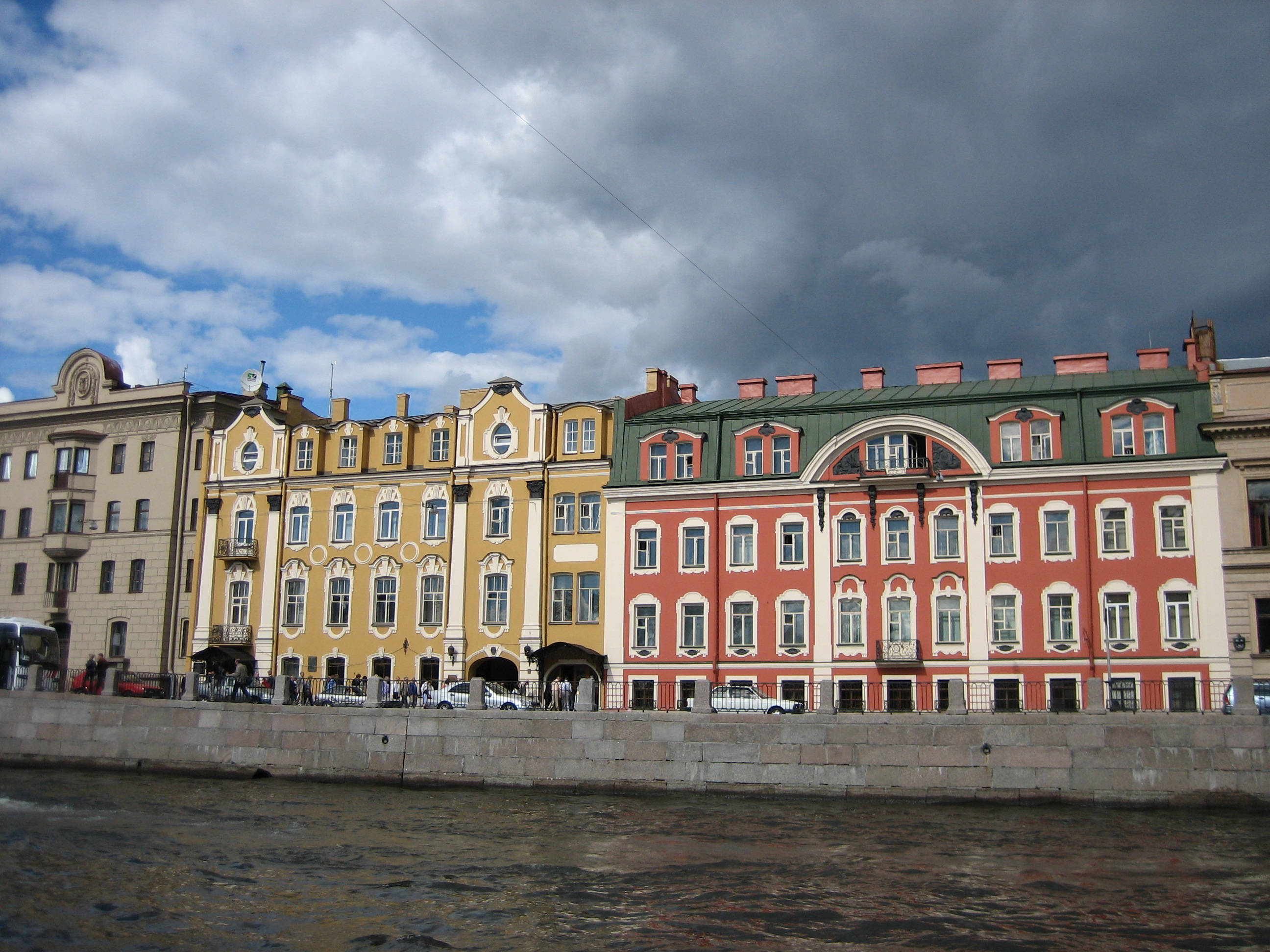
Maisons sur le canal Fontanka à Saint-Pétersbourg

La Fontanka (en russe : Фонтанка) est un bras gauche de la Neva qui traverse le centre-ville de Saint-Pétersbourg en Russie. Ce bras de rivière canalisé est long de 6 700 mètres, sa largeur atteint 70 mètres et sa profondeur 3,5 mètres. Les rives de la Fontanka sont bordées par les anciennes résidences de la noblesse russe.

## Historique
La rivière est l'une des 93 rivières et bras de rivière qui traversent Saint-Pétersbourg. Elle était autrefois appelée ruisseau anonyme (russe, Bezymiannyi Yerik, Безымянный ерик). En russe, le mot yerik désigne un bras secondaire qui coule de manière intermittente.  En 1719, la rivière reçut son nom actuel, car son eau était utilisée par les fontaines du Jardin d'Été.
Jusqu'au milieu du XVIIIe siècle, la Fontaka constituait la limite méridionale de Saint-Pétersbourg. Ses rives étaient bordées par les grandes demeures des membres de la famille impériale et de la noblesse russe, dont les plus importantes sont le palais d'Été et le palais Anitchkov. En 1780-1789, les rives de la rivière furent recouvertes de granit sous la supervision d'Andreï Kvassov et le lit de la rivière fut régularisé.

## Architecture
Parmi les ouvrages de style baroque situés le long de la rivière, on peut citer le palais Cheremetiev, le palais Belosselski-Belozerski, le palais Chouvalov et l'église Saint-Panteleïmon. Les ouvrages de style néoclassique les plus importants sont l'institut Catherine, le palais Anitchkov et le palais Ioussoupov de la Fontanka. Certaines de ces demeures contiennent des musées consacrés aux écrivains ou aux compositeurs qui ont vécu dans ces quartiers : Ivan Tourgueniev, Anna Akhmatova, Alexandre Pouchkine[réf. souhaitée], Gavril Derjavine et d'autres. 
La Fontaka est traversée par quinze ponts dont le pont Lomonossov du XVIIIe siècle, le pont Oboukhov, le pont Panteleïmon, le pont Anglais et l'extravagant pont égyptien. Le plus célèbre d'entre eux est le pont Anitchkov sur lequel passe la perspective Nevski.
Modeste Tchaïkovski (frère du compositeur) habita de 1881 à 1892 au no 19 (la rédaction de la revue Le Contemporain y avait été installée de 1846 à 1857), puis au no 28 et enfin au no 24.